# Kalanchoe eriophylla

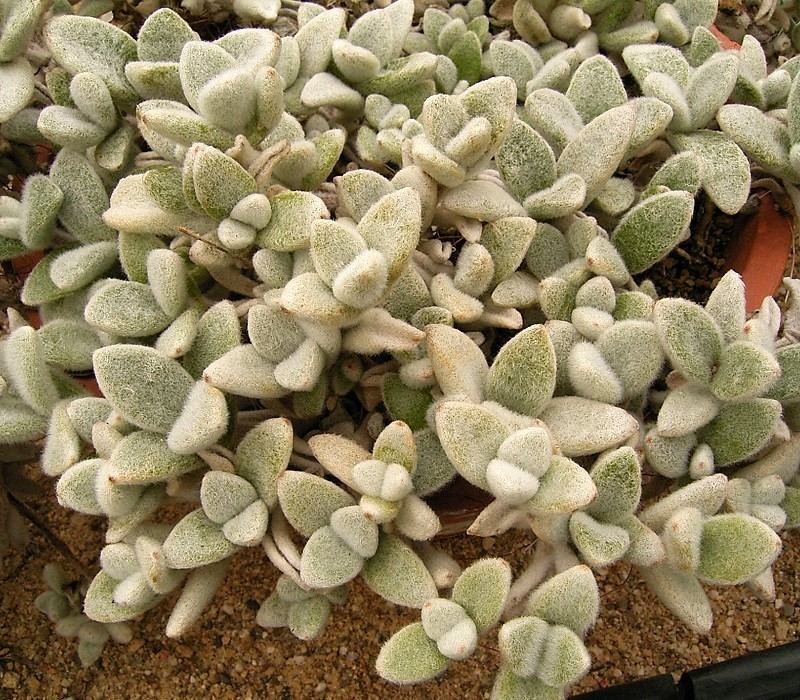
Kalanchoe eriophylla

Kalanchoe eriophylla és una espècie de planta suculenta del gènere Kalanchoe, de la família de les Crassulaceae.

## Descripció
És un arbust perenne suculent nan, que creix de només 3 a 10 cm d'alçada, amb tiges esveltes i tomentoses ramificant-se a la base per formar una estora densa o oberta de manera que la planta aviat té un aspecte desordenat. Totes les parts de la planta estan cobertes de llargs pèls.
La tija principal s'arrossega fins a una longitud d'uns 30 cm, arrelant des dels nusos, prima, terete, densament recoberta, com les fulles, amb una massa gruixuda de pèls llanosos blancs, ramificant en branques curtes de fulles, algunes de les quals acaben en una inflorescència.
Les fulles, amuntegades cap a les puntes de les branques, són gruixudes, carnoses, obovades a oblongues, senceres, sèssils, unides a la base, decussades, de menys de 2,5 cm de llarg, suaus, densament recobertes a banda i banda amb pèls blancs persistents, especialment les fulles joves, i amb taques marrons cap a l'àpex al llarg de la vora. Aquests pèls donen a les fulles, que sense ells serien de color verd, un color blanc platejat brillant. Les fulles poden tornar-se de color carmesí profund quan estan exposades al sol d'hivern.
La inflorescència és un peduncle rígidament erecte, de fins a 30 cm d'alçada, pubescent, amb una sola fulla molt reduïda més amunt de la meitat. Amb poques flors, disposades en un cim terminal simple lax; bràctees diminutes, lanceolades; pedicels erectes, densament pubescents, d'uns 5 cm de llargada.
Les flors són tetràmeres, de color rosa-violeta pàl·lid, de quatre pètals amb centres grocs i molt similars a les de Kalanchoe pumila. Calze campanulat, pubescent; segments deltoides, aguts, més llargs que el tub. Corol·la vermell-porpra; segments oblongos-espatulats, minúsculament cuspidats, primament cotonosos per fora. Estams inserits al voltant del centre del tub de la corol·la; filaments més aviat aplanats; anteres minúscules, globoses. Carpels amb un ovari lineal-oblong, estrenyint-se gradualment cap a un estil subulat. Floreix a principi de la primavera.

## Distribució
Planta endèmica del centre de Madagascar (muntanyes Ankaratra) on creix sobre les roques.

## Taxonomia
Kalanchoe eriophylla va ser descrita per Karl Theodor Hilsenberg i Wenceslas (Wenzel) Bojer i publicada als Annales des Sciences Naturelles; Botanique, série 4, 8: 149. 1857.

### Etimologia
Kalanchoe: nom genèric que deriva de la paraula cantonesa "Kalan Chauhuy", 伽藍菜 que significa 'allò que cau i creix'.
eriophylla: epítet format per les paraules gregues ἐριο (erio) = 'llana' i φύλλον (phyllon)= 'fulla'.

### Sinonímia
- Cotyledon pannosa Baker